# Karl Wilhelm Ferdinand Solger
Karl Wilhelm Ferdinand Solger (Schwedt, 28 novembre 1780 – Berlino, 20 ottobre 1819) è stato un filosofo tedesco di epoca romantica.
Fra le sue opere più celebri vi è la traduzione dell'opera omnia di Sofocle.
Uno dei campi privilegiati d'interesse speculativo di Solger è la filosofia della religione. Nel pensiero solgeriano centrale è il concetto di ironia, non  intesa come mera figura retorica all'interno del linguaggio, ma considerata in modo ontologico.
Il tema fondante nella filosofia di Solger è il nulla. Nell'opera del Cristo si attua l'ironia suprema, in cui il tutto si fa nulla, nel supremo dei sacrifici, in un continuo Streben, nel dialogo costante fra Dio Padre e Dio Figlio. Da questo dialogo dei dialoghi scaturisce la scelta di Solger di scrivere le proprie opere in forma dialogica.

## Opere
- Erwin. Quattro dialoghi sul bello e sull'arte, 1815
- Dialoghi filosofici, 1817

### Pubblicazioni postume
- Gli inediti e il carteggio, a cura di Friedrich von Raumer e Johann Ludwig Tieck, 1826
- Lezioni di estetica, 1829
- Dialoghi filosofici su essere, non essere e conoscere